# Landtagswahlkreis Ostholstein-Nord
Der Landtagswahlkreis Ostholstein-Nord  (Wahlkreis 17, 2012: Wahlkreis 18) ist ein seit 2012 in diesem Zuschnitt bestehender Landtagswahlkreis in Schleswig-Holstein.
Er umfasst die Städte Fehmarn, Heiligenhafen, Neustadt in Holstein und Oldenburg in Holstein, die Gemeinden Dahme, Grömitz, Grube, Kellenhusen (Ostsee) und Süsel sowie die Ämter Lensahn, Oldenburg-Land und Ostholstein-Mitte.

## Veränderungen und Umbenennung
Bis zur Landtagswahl 2009 trug der Wahlkreis die Bezeichnung Landtagswahlkreis Oldenburg und die Nummer 20. Er umfasste vom Kreis Ostholstein die Städte Fehmarn, Heiligenhafen und Oldenburg in Holstein, die amtsfreien Gemeinden Dahme, Grube, Grömitz und Kellenhusen (Ostsee), die Ämter Lensahn und Oldenburg-Land sowie vom Amt Ostholstein-Mitte die Gemeinden Kasseedorf und Schönwalde am Bungsberg.

## Landtagswahl 2022
| Gegenstand der Nachweisung | Gegenstand der Nachweisung | Erst- stimmen | Erst- stimmen | Zweit- stimmen | Zweit- stimmen |
| Bewerber                   | Partei                     | Anzahl        | %             | Anzahl         | %              |
| -------------------------- | -------------------------- | ------------- | ------------- | -------------- | -------------- |
| Wahlberechtigte            | Wahlberechtigte            | 75.808        | 75.808        | 75.808         | 75.808         |
| Wähler                     | Wähler                     | 44.330        | 44.330        | 44.330         | 44.330         |
| Ungültige Stimmen          | Ungültige Stimmen          | 705           | 1,6           | 384            | 0,9            |
| Gültige Stimmen            | Gültige Stimmen            | 43.625        | 98,4          | 43.946         | 99,1           |
| davon                      |                            |               |               |                |                |
| Peer Knöfler               | CDU                        | 20.360        | 46,7          | 21.555         | 49,0           |
| Niclas Dürbrook            | SPD                        | 10.045        | 23,0          | 7.980          | 18,2           |
| Falko Siering              | GRÜNE                      | 6.497         | 14,9          | 6.185          | 14,1           |
| Tobias Maack               | FDP                        | 2.090         | 4,8           | 2.401          | 5,5            |
| Volker Schnurrbusch        | AfD                        | 2.291         | 5,3           | 2.179          | 5,0            |
| Susanne Spethmann          | DIE LINKE                  | 1.166         | 2,7           | 634            | 1,4            |
| –                          | SSW                        | –             | –             | 1.469          | 3,3            |
| –                          | PIRATEN                    | –             | –             | 135            | 0,3            |
| –                          | FREIE WÄHLER               | –             | –             | 297            | 0,7            |
| –                          | Die PARTEI                 | –             | –             | 23l            | 0,5            |
| –                          | Z.                         | –             | –             | 64             | 0,1            |
| –                          | dieBasis                   | –             | –             | 346            | 0,8            |
| –                          | Die Humanisten             | –             | –             | 22             | 0,1            |
| –                          | Gesundheitsforschung       | –             | –             | 57             | 0,1            |
| –                          | Tierschutzpartei           | –             | –             | 315            | 0,7            |
|                            | Volt                       | –             | –             | 71             | 0,2            |
| Hartmut Specht             | Einzelbewerber             | 1.176         | 2,7           | –              | –              |

Neben dem direkt gewählten Wahlkreisabgeordneten Peer Knöfler, der dem Landtag seit 2017 angehört, wurde der SPD-Kandidat Niclas Dürbrook über die Landesliste seiner Partei in den Landtag gewählt. Der AfD-Direktkandidat Volker Schnurrbusch, Landtagsabgeordneter seit 2017, verpasste den Wiedereinzug in den Landtag, da seine Partei an der 5-%-Hürde scheiterte.

## Landtagswahl 2017
| Direktkandidat               | Partei     | Erststimmen in % | Zweitstimmen in % |
| ---------------------------- | ---------- | ---------------- | ----------------- |
| Peer Knöfler                 | CDU        | 40,6             | 33,9              |
| Andreas Herkommer            | SPD        | 34,1             | 30,6              |
| Christiane Stodt-Kirchholtes | GRÜNE      | 7,7              | 10,5              |
| Sebastian Kraatz             | FDP        | 6,5              | 11,5              |
| Sven Jörns                   | PIRATEN    | 1,4              | 1,1               |
| -                            | SSW        | -                | 1,4               |
| Lorenz Gösta Beutin          | LINKE      | 2,8              | 3,0               |
| -                            | FAMILIE    | -                | 0,6               |
| Stephan Hedicke              | FW-SH      | 1,3              | 0,7               |
| Frank Brodehl                | AfD        | 5,7              | 6,0               |
| -                            | LKR        | -                | 0,1               |
| -                            | Die Partei | -                | 0,4               |
| -                            | Z.SH       | -                | 0,2               |

Neben dem erstmals direkt gewählten Wahlkreisabgeordneten Peer Knöfler, der das Wahlkreismandat nach fünf Jahren von der SPD zurückerobern konnte, wurde der AfD-Kandidat Frank Brodehl über die Landesliste seiner Partei in den Landtag gewählt.

## Landtagswahl 2012
| Direktkandidat     | Partei  | Erststimmen in % | Zweitstimmen in % |
| ------------------ | ------- | ---------------- | ----------------- |
| Rasmus Vöge        | CDU     | 40,8             | 33,0              |
| Lars Winter        | SPD     | 41,3             | 34,6              |
| Christiane Dittmer | FDP     | 4,9              | 7,9               |
| Gerd Panitzki      | GRÜNE   | 9,5              | 9,9               |
| -                  | SSW     | -                | 2,0               |
| Norbert Johannsen  | LINKE   | 3,5              | 1,9               |
| -                  | PIRATEN | -                | 8,1               |
| -                  | NPD     | -                | 0,8               |
| -                  | FW-SH   | -                | 0,7               |
| -                  | FAMILIE | -                | 0,9               |
| -                  | MUD     | -                | 0,2               |

Außer dem erstmals gewählten Wahlkreisabgeordneten Lars Winter (SPD) gelang keinem weiteren Bewerber aus dem Wahlkreis der Sprung in den Landtag. Winter legte am 31. Dezember 2016 sein Mandat nieder, nachdem er zum Bürgermeister von Plön gewählt worden war.

## Landtagswahl 2009
Wahlberechtigt waren 52.465 Einwohner.
| Direktkandidat               | Partei  | Erststimmen in % | Zweitstimmen in % |
| ---------------------------- | ------- | ---------------- | ----------------- |
| Klaus Klinckhamer            | CDU     | 39,6             | 33,1              |
| Lars Winter                  | SPD     | 31,4             | 29,7              |
| Felix Feil                   | FDP     | 9,6              | 15,1              |
| Christiane Stodt-Kirchholtes | GRÜNE   | 8,2              | 9,0               |
| —                            | SSW     | —                | 1,6               |
| Jürgen Samunska              | LINKE   | 4,8              | 5,3               |
| Michael Kruse                | PIRATEN | 1,5              | 1,4               |
| —                            | NPD     | —                | 0,9               |
| Hartmut Specht               | FW-SH   | 4,8              | 2,5               |
| —                            | RENTNER | —                | 0,5               |
| —                            | FAMILIE | —                | 0,8               |
| —                            | RRP     | —                | 0,2               |
| —                            | IPD     | —                | 0,1               |

Neben dem wiedergewählten Wahlkreisabgeordneten Klaus Klinckhamer (CDU) gelang keinem weiteren Bewerber der Einzug in das Parlament.

## Landtagswahl 2005
| Direktkandidat    | Partei  | Erststimmen in % | Zweitstimmen in % |
| ----------------- | ------- | ---------------- | ----------------- |
| ?                 | SPD     | 40,7             | 40,4              |
| Klaus Klinckhamer | CDU     | 48,7             | 44,7              |
| ?                 | FDP     | 5,6              | 5,7               |
| ?                 | GRÜNE   | 3,4              | 3,9               |
| —                 | SSW     | —                | 1,5               |
| —                 | NPD     | —                | 1,8               |
| —                 | FAMILIE | —                | 0,7               |
| Übrige            | Übrige  | 1,7              | 1,4               |

Der Wahlkreis wurde erstmals durch den direkt gewählten Wahlkreisabgeordneten Klaus Klinckhamer im Parlament vertreten, der das Direktmandat erstmals seit 1983 für die CDU gewinnen konnte. Er löste damit den langjährigen SPD-Abgeordneten Gerhard Poppendiecker ab, der dem Landtag 18 Jahre lang angehört hatte.
- Siehe Liste der Landtagswahlkreise in Schleswig-Holstein

## Wahlkreissieger seit 1947
Direkt gewählte Abgeordnete des Wahlkreises Ostholstein-Nord bzw. seiner Vorgängerwahlkreise waren:
| Wahl | Wahlkreis        | Direktkandidat        | Partei | (Erst-)Stimmen |
| ---- | ---------------- | --------------------- | ------ | -------------- |
| 2022 | Ostholstein-Nord | Peer Knöfler          | CDU    | 46,7 %         |
| 2017 | Ostholstein-Nord | Peer Knöfler          | CDU    | 40,6 %         |
| 2012 | Ostholstein-Nord | Lars Winter           | SPD    | 41,3 %         |
| 2009 | Oldenburg        | Klaus Klinckhamer     | CDU    | 39,6 %         |
| 2005 | Oldenburg        | Klaus Klinckhamer     | CDU    | 48,7 %         |
| 2000 | Oldenburg        | Gerhard Poppendiecker | SPD    | 51,7 %         |
| 1996 | Oldenburg        | Gerhard Poppendiecker | SPD    | 42,5 %         |
| 1992 | Oldenburg        | Gerhard Poppendiecker | SPD    | 49,7 %         |
| 1988 | Oldenburg        | Gerhard Poppendiecker | SPD    | 56,5 %         |
| 1987 | Oldenburg        | Gerhard Poppendiecker | SPD    | 47,7 %         |
| 1983 | Oldenburg        | Bertold Sprenger      | CDU    | ?              |
| 1979 | Oldenburg        | Rolf Olderog          | CDU    | 49,4 %         |
| 1975 | Oldenburg        | Rolf Olderog          | CDU    | 51,2 %         |
| 1971 | Oldenburg        | Rolf Olderog          | CDU    | 53,7 %         |
| 1967 | Oldenburg        | Wilhelm Rohwedder     | CDU    | 43,6 %         |
| 1962 | Oldenburg        | Wilhelm Rohwedder     | CDU    | 43,9 %         |
| 1958 | Oldenburg        | Wilhelm Rohwedder     | CDU    | 43,0 %         |
| 1954 | Oldenburg        | Karl Panitzki         | SPD    | 33,4 %         |
| 1950 | Oldenburg-Ost    | Bernhard Obersteller  | GB/BHE | 33,1 %         |
| 1950 | Oldenburg-West   | Alexander Pracher     | FDP    | 34,5 %         |
| 1947 | Oldenburg-Ost    | Karl Panitzki         | SPD    | 47,7 %         |
| 1947 | Oldenburg-West   | Otto Lüth             | SPD    | 54,1 %         |